# Francisco Javier Bayona
Francisco Javier Bayona Ruiz (Olite, Navarra, 18 de septiembre de 1956) es un exfutbolista y exentrenador español que se desempeñaba como centrocampista.

## Clubes
| Club           | País   | Año       |
| -------------- | ------ | --------- |
| C. A. Osasuna  | España | 1978-1985 |
| U. E. Figueres | España | 1986-1987 |
| Girona FC      | España | 1987-1988 |